# 茨城新聞
茨城新聞（いばらきしんぶん）は、茨城県水戸市に本社を置く株式会社 茨城新聞社が編集・発行している、朝刊単独の地方新聞である。県内全域に配達されている。

## 概要
茨城県内向けであるものの、国際・全国ニュースも積極的に掲載する（web版でも共同通信配信ニュースを掲載）。朝刊のみで、配布地域は茨城県全域。県南地域の東京通勤圏内では全国紙との競争が特に激しい一方、部数は微増している。発行部数は約12万2千部で、茨城県内の全世帯数に占める割合は約10%（2019年時点）、茨城県内では読売新聞より少なく、朝日新聞や毎日新聞、東京新聞などより多い。
茨城新聞を専門に取り扱っている新聞販売店は少なく、ほとんどは他の新聞も配達する販売店が取り扱っている。第1社会面に4コマ漫画「あんずちゃん」（田中しょう作）をカラー掲載している。

## 沿革
- 1891年（明治24年）7月5日 - 茨城県会議員関戸覚蔵が創刊する。当初は「いはらき」の題号であった。創刊当時の本社は南町に置かれた[3]。
- 1891年（明治24年）9月17日 - 飯村丈三郎が社長に就く。
- 1896年（明治29年）6月15日 - 明治三陸地震津波の義援金貳百圓を「いはらき新聞社長飯村丈三郎名」で送る。
- 1918年（大正7年）3月25日 - 水戸の大火で本社屋と輪転機を消失する。
- 1919年（大正8年）3月22日 - 新社屋が落成する。
- 1925年（大正14年）9月15日 - 夕刊を発行する。
- 1942年（昭和17年）2月1日 - 新聞社の統廃合令で、県内の各地方紙（常総新聞・常南日報・関東毎日新聞）を経営統合し「茨城新聞」と題号を変更する。
- 1944年（昭和19年）3月6日 - 夕刊を終刊する。
- 1945年（昭和20年） - 水戸大空襲で新聞社の建物が全焼する。
- 1947年（昭和22年） - 時事新報出身の後藤武男が社長に就任、7月5日発行分から題号を「いはらき」に復する。
- 1950年（昭和25年）8月3日 - 社員3人を赤色追放（レッドパージ）該当者として解職[4]する。
- 1985年（昭和60年）1月1日 - 国際科学技術博覧会開催を契機に超高速カラーオフセット輪転機を採用する。
- 1991年（平成3年）1月1日 - 「いはらき」から再び「茨城新聞」に題号を変更する。
- 1998年（平成10年）4月13日 - 茨城プレスセンターで茨城新聞の委託印刷を始める。
- 2008年（平成20年）1月23日 - 編集センターを茨城プレスセンター内に開設する。
- 2009年（平成21年）12月 - 栃木県の下野新聞社と緊急事態が発生した場合の新聞発行に関する相互支援協定を締結する。
- 2010年（平成22年）9月1日 - 読売新聞東京本社と業務提携して読売新聞茨城西工場（東茨城郡茨城町）へ印刷を委託する。
- 2011年（平成23年）3月11日 - 東北地方太平洋沖地震（東日本大震災）で読売新聞茨城西工場が被災。3月12日と3月13日付朝刊の印刷を下野新聞社に委託し発行する。
- 2011年（平成23年）10月1日 - 株式会社茨城プレスセンターと合併する。
- 2013年（平成25年）11月18日 - 本社屋を水戸市北見町から水戸市笠原町の茨城県開発公社ビルへ移転する。
- 2014年（平成26年）2月 -  大幅な債務超過のため会社分割方式で経営再建を発表する。新聞発行事業の新会社「茨城新聞社」（2代目）を設立し、「茨城新聞社」（初代）は不動産などの不採算事業の清算を目的とした「IS管理」に社名を変更し、後者は不採算事業の整理が終了後清算する[5]。
- 2016年（平成28年）4月1日 - 「茨城新聞」の題字を変更する。
- 2023年（令和5年）9月7日 - 10月1日より月極め購読料を3,800円に改定し、1部売りは150円を据え置くとの社告を掲載する。

## 支社・支局
| 本社 水戸市 支社 - 東京（東京都中央区） - 大阪（大阪市） - 日立（日立市） - 水戸（水戸市） - 土浦・つくば（土浦市） - 筑西（筑西市） - 鹿嶋（鹿嶋市） | 支局 - 常陸太田（常陸太田市） - 常陸大宮・大子（常陸大宮市） - ひたちなか（ひたちなか市） - 笠間（笠間市） - 常総（常総市） - 取手・竜ヶ崎（取手市） - 石岡（石岡市） - 古河（古河市） - 下妻（下妻市） - 鉾田（鉾田市） - 行方（行方市） |

### 印刷所
- 茨城町 - 「アサガミプレス茨城」が運営する読売新聞東京本社茨城西工場に印刷委託している。

2010年9月1日までは茨城新聞社完全出資による子会社「茨城プレスセンター」（水戸市）で印刷し、読売東京本社から読売新聞の茨城県向け紙面印刷も受託していた。茨城プレスセンターとの契約が2010年10月に終了して茨城プレスセンターは茨城新聞に吸収合併されるため、茨城新聞はアサガミと読売東京本社が新たに建設した工場へ印刷を委託した。

## 番組表
テレビ欄は在京キー局、NHK水戸放送局の他、チバテレ、テレ玉、TOKYO MX、とちぎテレビの番組表を掲載する。ラジオ欄はRADIO BERRY、BAYFM、NACK5も掲載する。

| フルサイズ - NHK総合（東京基準） - NHKEテレ - 日本テレビ - テレビ朝日 - TBSテレビ - テレ東 - フジテレビ ハーフサイズ - NHK BS - NHK BSプレミアム4K - BS日テレ - BS朝日 - BS-TBS - BSテレビ東京 - BSフジ 極小サイズ - NHKEテレサブ - NHK茨城県域 ローカル放送番組のみ掲載 | ラジオ - LuckyFM茨城放送 - NHK第1 - NHK第2 - TBSラジオ - 文化放送 - ニッポン放送 - ラジオ日本 - NHK-FM（水戸） - RADIO BERRY - TOKYO FM - J-WAVE - BAYFM - NACK5 - ラジオNIKKEI | 県内のコミュニティFM - FMぱるるん - ラヂオつくば - FM-UU（FMうしくうれしく放送） - FMかしま - FMひたち - たかはぎFM - FMだいご テレビ - WOWOWプライム - WOWOWライブ - WOWOWシネマ - スター・チャンネル1 - BS11 - TwellV - とちぎテレビ - チバテレ - テレ玉 - TOKYO MX - 放送大学テレビ |

## 不祥事
2020年6月、当時の男性支局長が取材中に女性のスカート内を盗撮・本人も事実を認めた。社は同年7月3日に該当男性を懲戒解雇処分にした。

## 備考
- Jリーグ・鹿島アントラーズのマッチデープログラムであるヴァモス Antlersを発行している。タブロイド判で作成されており、価格は無料。カシマスタジアムの各ゲートで配布される。